# Pseudopostega saltatrix
Pseudopostega saltatrix là một loài bướm đêm thuộc họ Opostegidae. Nó được Walsingham, Lord Thomas de Grey, miêu tả năm 1897. Loài này được mô tả từ St. Thomas, ở quần đảo Virgin, nhưng có phạm vi rất rộng lớn, từ Cuba đến Dominica ở Tây Indies, phía nam từ Belize đến Ecuador, Guyane thuộc Pháp và Paraguay.
Chiều dài cánh trước là 2.1–3.1 mm. Tại Costa Rica, con lớn được sưu tập quanh năm.